# Fiesch
Fiesch (walliserdeutsch [fɪəʃ]) ist eine Munizipalgemeinde und eine Burgergemeinde mit einem Burgerrat im Bezirk Goms im Schweizer Kanton Wallis. Der Ort bildet zugleich eine Pfarrgemeinde des Dekanats Ernen. Fiesch liegt am Fuss des Eggishorns (2934 m ü. M.) im oberen Rhonetal (Rottental).

## Geschichte
Fiesch wurde erstmals 1203 in einer Urkunde des Abtes von Disentis erwähnt, worin ein Zeuge namens Rudolf de Vios genannt wird. Von 1438 bis zur Mitte des 19. Jahrhunderts wurde der Ort meist als Viesch geschrieben. Am 15. August 1905 wurde der Name durch einen Bundesbeschluss auf die heutige Schreibweise Fiesch festgelegt. Der Ortsname geht auf lateinisch vīcu(s) «Dorf» zurück.
Durch den Bau der Strasse ins Goms (1836 Lax–Fiesch, 1852–1863 Fiesch–Fürgangen) und den Anschluss an die Furka-Oberalp-Bahn (heute Matterhorn-Gotthard-Bahn) im Jahre 1915 wurde Fiesch für den Tourismus erschlossen. Mit der Errichtung der Luftseilbahn Fiesch–Eggishorn (1964 bis 1966) und dem Bau des Feriendorfes Fiesch gewann der Tourismus endgültig seine Bedeutung als wichtigster Wirtschaftsfaktor der Gemeinde.
Über 400 Jahre lang beteten die Fiescher für das Schmelzen der früher das Tal bedrohenden Gletscher. Im Jahr 2010 erlaubte der Papst die Änderung des Gelübdes, seither dürfen Fiescher gegen das Verschwinden der Gletscher beten.
Am Mittag des 23. Juli 2010 entgleisten beim Zugunglück von Fiesch die drei hintersten Wagen eines Glacier-Express, da der Lokführer den Zug in einer Kurve zu früh wieder beschleunigt hatte. Das Unglück forderte ein Menschenleben, 42 Personen wurden verletzt.

## Bevölkerung
| Bevölkerungsentwicklung | Bevölkerungsentwicklung | Bevölkerungsentwicklung | Bevölkerungsentwicklung | Bevölkerungsentwicklung | Bevölkerungsentwicklung | Bevölkerungsentwicklung | Bevölkerungsentwicklung | Bevölkerungsentwicklung | Bevölkerungsentwicklung | Bevölkerungsentwicklung |
| ----------------------- | ----------------------- | ----------------------- | ----------------------- | ----------------------- | ----------------------- | ----------------------- | ----------------------- | ----------------------- | ----------------------- | ----------------------- |
| Jahr                    | 1809                    | 1850                    | 1900                    | 1950                    | 2000                    | 2010                    | 2012                    | 2014                    | 2016                    | 2018                    |
| Einwohner               | 425                     | 245                     | 467                     | 517                     | 996                     | 968                     | 945                     | 918                     | 901                     | 921                     |

## Wirtschaft
Wichtigste Einnahmequelle des Dorfes ist der Tourismus, insbesondere Wandern, Biken, Gleitschirmfliegen, Snowboarden, Klettern, Skifahren, Telemark und weitere Sportarten, für die Fiesch ein Ausgangspunkt ist.
Die Fiescheralp, wo auf dem Chiebode («Kühboden») die Mittelstation der Luftseilbahn Fiesch–Eggishorn liegt, ist ein ausgedehntes, mit der Bettmeralp und der Riederalp verbundenes Skigebiet und ein Startgebiet für Gleitschirm- und Hängegleiterpiloten.
In der gesamten Munizipalgemeinde gibt es 14 Hotels mit zusammen über 600 Betten. Zusammen mit den Ferienwohnungen und Chalets sind es über 4000 Gästebetten.

## Verkehr
- Furkapass-Strasse durch das Rhonetal von Brig rsp. Gletsch
- Bahnstation Fiesch der Matterhorn-Gotthard-Bahn
- Talstation der Luftseilbahn Fiesch-Eggishorn
- Postauto in Richtung Fieschertal und Ernen

Die Bahnstation Fiesch wurde 2019 etwa 350 m nach NNO verlegt und mit der Bushaltestelle Fiesch, Bahnhof am Ort der Talstation der neuen Gondelbahn zur Fiescheralp als ÖV-Hub nördlich des Dorfs errichtet.

## Gemeindepartnerschaft
Mit Neufra im Landkreis Sigmaringen (Baden-Württemberg) besteht eine Gemeindepartnerschaft.

## Sehenswürdigkeiten
Das UNESCO-Welterbe Jungfrau-Aletsch-Bietschhorn ist von Fiesch aus mit einer Drahtseilbahn aufs Eggishorn erschlossen.

## Galerie

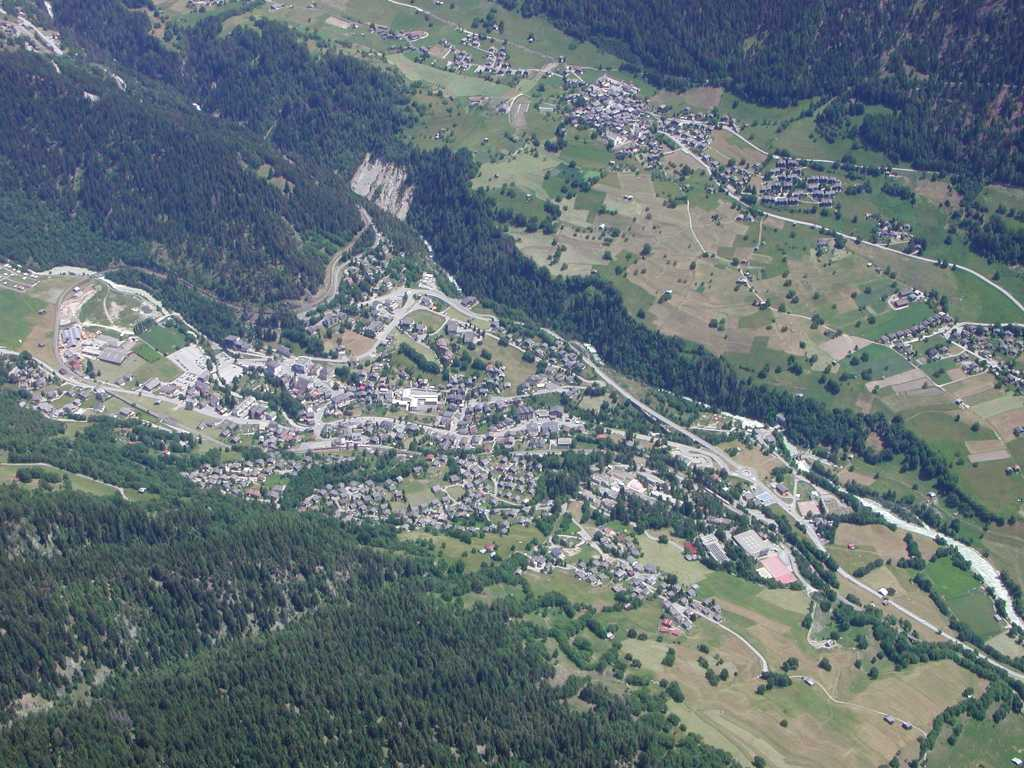
Luftbild
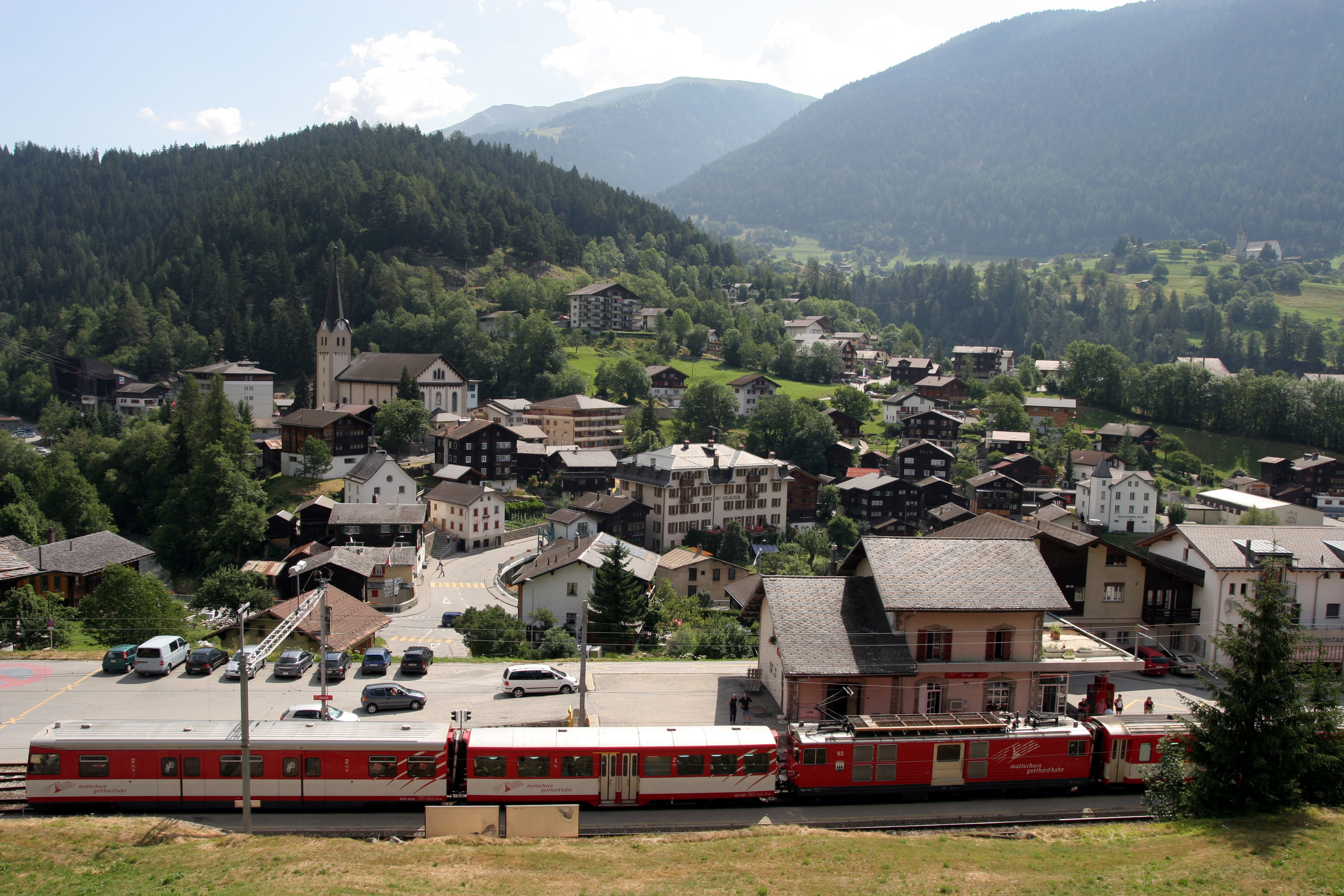
Bahnhof im Jahr 2010
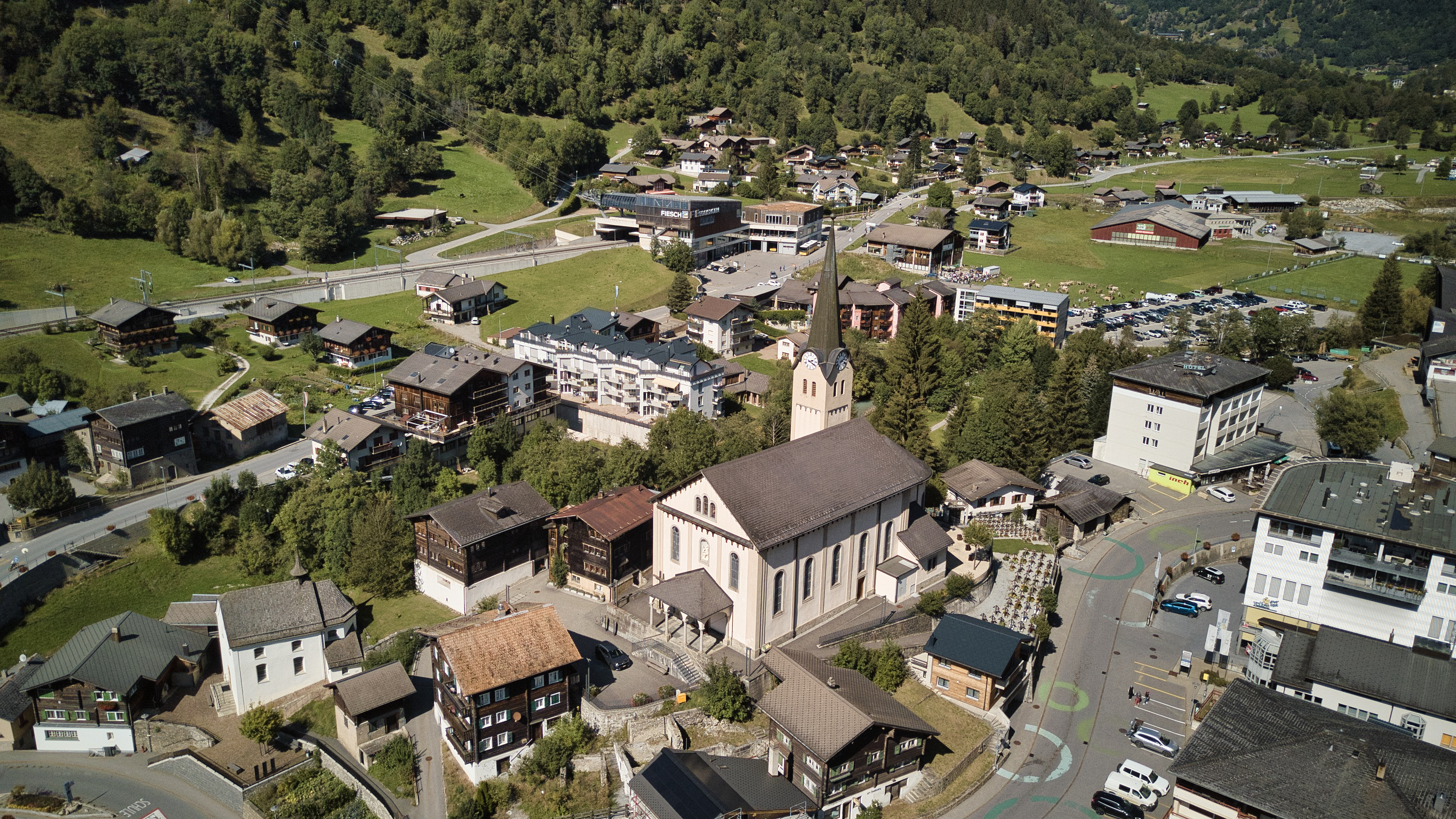
Dorfkirche
Fiesch im Jahr 1911. Deutlich sichtbar der Fieschergletscher.
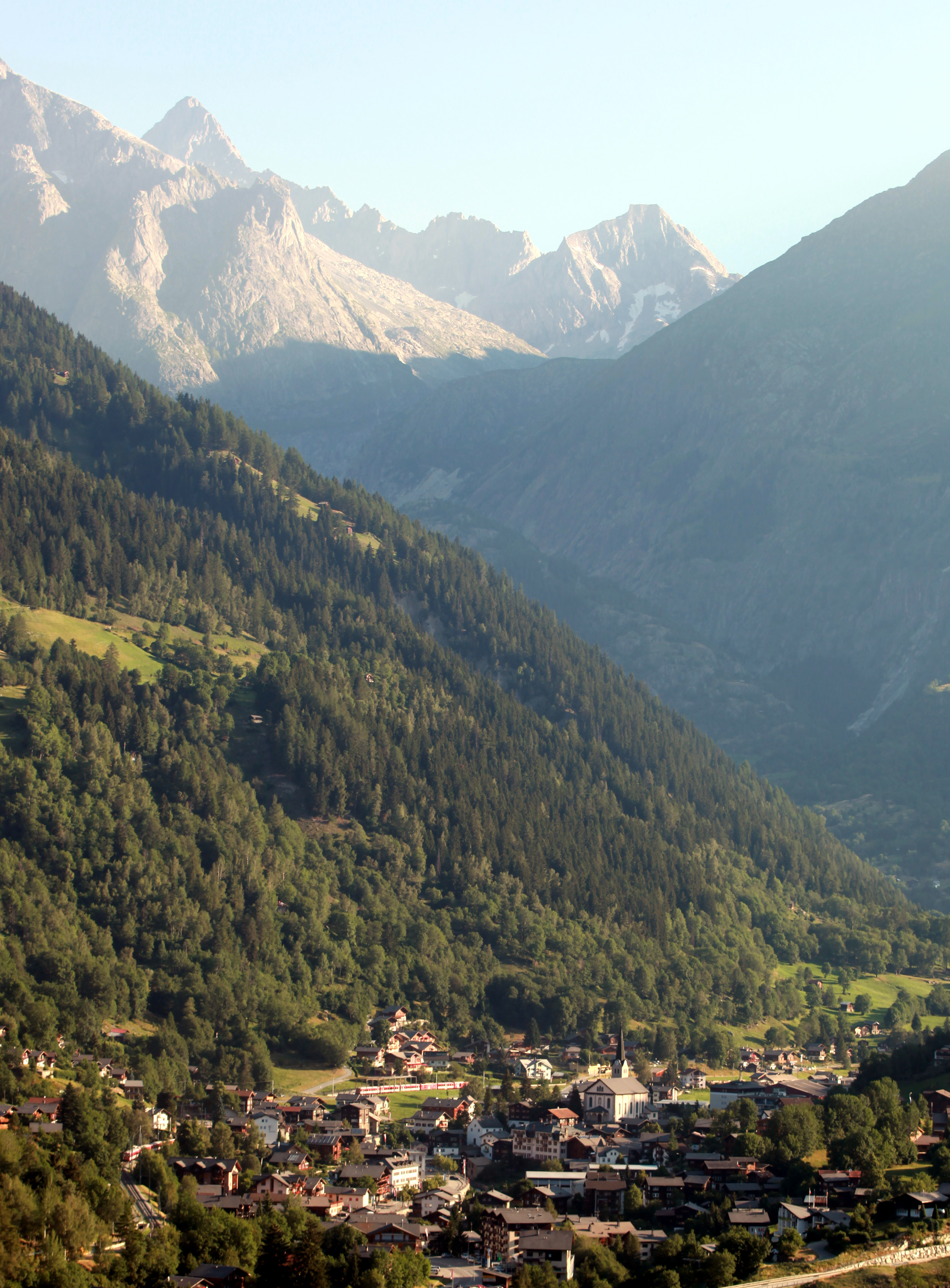
99 Jahre später aus der gleichen Perspektive betrachtet.
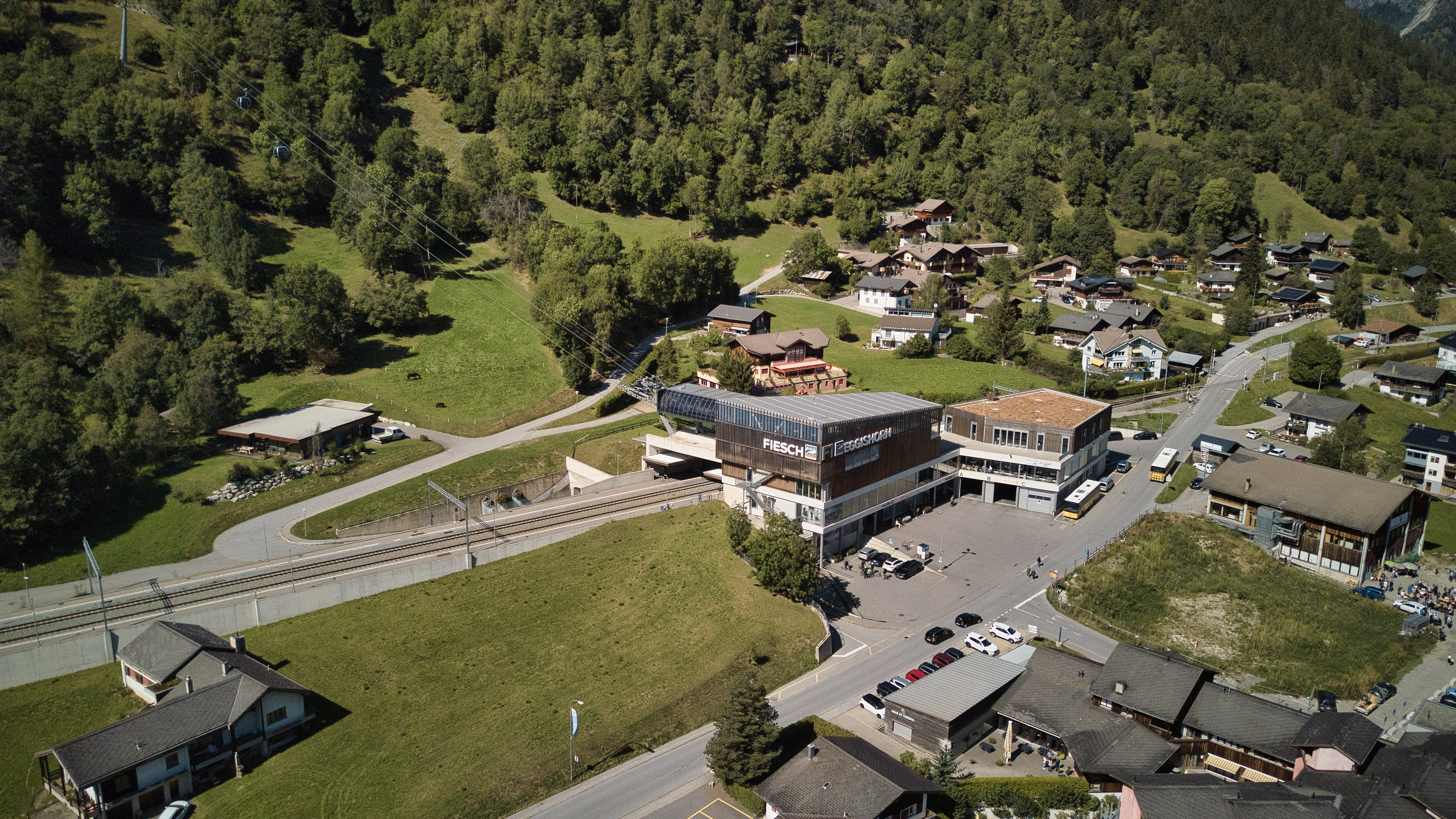
Fiesch Eggishorn Station
Historisches Luftbild von Werner Friedli von 1955

## Persönlichkeiten
- Klemens Wellig (1811–1859), Staatsrat (1848–1850)
- Marino Bodenmann (1893–1964), Politiker (KP/PdA)
- Pierre Bürcher (* 1945), Bischof von Reykjavík (2007–2015) und Apostolischer Administrator des Bistums Chur (seit 2019)
- Daniel Albrecht (* 1983), Skirennfahrer